# Frode Estil
Frode Estil (født 31. maj 1972 i Lierne) er en norsk tidligere langrendsløber, der efter landsmændene Bjørn Dæhlie og Vegard Ulvangs dominans i 1990'erne i det første årti af det nye årtusinde overtog rollen som sit lands mest succesfulde langrendsløber. Han vandt flere VM- og OL-guldmedaljer i sin karriere.

## Resultater
Frode Estils første store internationale resultat kom ved VM 2001, hvor han var med til at vinde guld i 4×10 km stafet og sølv på 30 km klassisk stil. Hans første olympiske lege var vinter-OL 2002 i Salt Lake City, hvor han stillede op i flere discipliner. Først deltog han i 15 km klassisk stil, hvor han ikke kunne følge med esteren Andrus Veerpalu, der vandt konkurrencen med et forspring på lidt over et halv minut til Estil på andenpladsen, mens en anden ester Jaak Mae var cirka syv sekunder efter på tredjepladsen. Et par dage senere stillede Estil op i jagtstarten (10 km klassisk fulgt af 10 km fri stil). Spanske Johann Mühlegg var efter den klassiske del tretten sekunder foran Estil på andenpladsen, og han vandt konkurrencen med omkring 30 sekunder, mens Estil og landsmanden Thomas Alsgaard kom i mål nøjagtig samtidig. Efterfølgende blev Mühlegg diskvalificeret for brug af et dopingpræparat, hvorved Estil og Alsgaard delte guldmedaljen, mens svenske Per Elofsson fik bronze. I 4×10 km stafet havde Norge og Italien ved de to foregående OL delt guldet mellem sig i meget tætte løb, og duellen mellem disse to hold blev denne gang endnu mere tæt. Anders Aukland bragte Norge i føring på første tur, mens Estil fastholdt forspringet på anden tur. På tredje tur løb italieneren Pietro Piller Cottrer dagens hurtigste tid, og italienerne var nu ret tæt på nordmændene. På sidste tur var Cristian Zorzi en smule hurtigere end Alsgaard, men nåede akkurat ikke at indhente ham, så Norge vandt guld med et forspring på 0,3 sekund foran italierne, mens tyskerne blev nummer tre. Endelig løb Estil 50 km klassisk stil, men her måtte han nøjes med en niendeplads.
Efter OL 2002 vandt han flere medaljer ved VM i 2003 og 2005, inden han stillede op til vinter-OL 2006 i Torino. Legene blev noget skuffende for Estil, idet han sluttede som nummer seksten på 15 km og nummer 28 på 50 km, og i stafetten, som Norge havde domineret i mange år, blev nordmændene blot nummer fem. Hans bedste resultat kom i 2×15 km jagtstart, hvor han fik en forfærdelig begyndelse, idet han faldt i selve starten og brækkede en ski. Da han fik en ny på, lå han bagest af de 76 deltagere, men med strålende kørsel kom han efter de første 15 km i mål som nummer 16 og med et hurtigt skift, var han blot 3,7 sekunder efter Cottrer, der førte. Italieneren kunne dog ikke holde til mål og endte på tredjepladsen, overhalet af Estil, der fik sølv, og russeren Jevgenij Dementjev, der vandt en overraskende guldmedalje, 0,6 sekund foran Estil, der igen var 0,3 sekund foran Cottrer. Estil var ved legene norsk fanebærer ved afslutningsceremonien.
Hans sidste store mesterskab var VM i 2007, hvor han i 50 km klassisk stil vandt sølv efter landsmanden Odd-Bjørn Hjelmeset. Undervejs i løbet fik Hjelmeset problemer med sine ski, som måtte skiftes, og i den forbindelse viste Estil god sportsånd, idet han sørgede for at feltets fart blev reduceret et stykke tid, hvilket endte med at koste ham guldet. For sin udviste sportsånd modtog Estil Holmenkollenmedaljen samme år.